# 南部区 (以色列)
南部区（希伯来语：‎）是以色列六个行政区之一，位于以色列南部。南部区是以色列面积最大的行政区，面积14,185平方公里。亚喀巴湾唯一港口埃拉特位于本区。本区与约旦、巴勒斯坦、埃及接壤。本区的海是地中海（大西洋）、红海（印度洋）。
首府贝尔谢巴。人口约100万，其中犹太人占86%、阿拉伯人占14%。